# Stade Chakhtar (Karaganda)
Pour les articles homonymes, voir Stade Chakhtar.
Shakhtyor Stadium (en kazakh : Шахтёр стадионы) est un stade polyvalent situé dans la ville de Karaganda, au Kazakhstan.
Il est actuellement utilisé principalement pour les matchs de football et est le stade du FK Chakhtior Karagandy.